# Corbett, Oregon
Corbett là một cộng đồng chưa hợp nhất nằm trên sông Columbia ở phía đông Quận Multnomah, Oregon, Hoa Kỳ. Nó nằm ở vị trí trên Xa lộ Lịch sử Sông Columbia (hay thường gọi là Xa lộ Crown Point) giữa Sông Sandy và Crown Point.
Theo Địa danh Oregon, Corbett được đặt tên của thượng nghị sĩ tiên phong nổi danh Henry W. Corbett. Thượng nghị sĩ Corbett mua một nông trại trong vùng này vào năm 1885. Sau nhiều lần thay đổi tên, trạm bưu điện trong vùng được đặt tên là "Corbett" năm 1895. Mã bưu điện của Corbett là 97019.